# Boro 001
Boro 001 ist der Name eines britischen Formel-1-Rennwagens, der 1976 und 1977 zu einzelnen Formel-1-Rennen gemeldet wurde.

## Geschichte
Der Boro 001 wurde 1975 vom britischen Ensign-Team entwickelt und in einem Exemplar hergestellt. In der Formel-1-Saison 1975 wurde das Auto unter dem Namen Ensign N175 vom Team Ensign werksseitig bei einigen Weltmeisterschaftsläufen der Formel 1 eingesetzt. Fahrer waren Roelof Wunderink und Chris Amon.
Nach einem Rechtsstreit mit dem bisherigen Sponsor des Teams musste Ensign den Wagen an den Sponsor, das niederländische Security-Unternehmen HB Bewaking Systems, abtreten. Der Sponsor gründete daraufhin in der niederländischen Gemeinde Bovenkerk ein eigenes Formel-1-Team namens HB Bewaking Systems, das den technisch unveränderten Wagen – nunmehr unter der Bezeichnung Boro 001 – 1976 mit Larry Perkins und 1977 mit Brian Henton zu einzelnen Formel-1-Rennen meldete.

## Einsätze
Der Boro 001 nahm an der Weltmeisterschaft 1976 teil und wurde dem Australier Larry Perkins anvertraut, einem Formel-1-Neuling, der sich in seinem Land in der Formel Vee, der Formel Ford, der Formel 3 und der Formel 2 bewährt hatte. Perkins qualifizierte sich fünfmal, meist vom Ende der Startaufstellung aus, außer in Italien, wo er einen guten dreizehnten Platz erreichte. Beim Großen Preis von Spanien in Jarama belegte er den dreizehnten Platz und in Zolder den achten Platz, was rückblickend das beste Resultat des Wagens in seiner Teamgeschichte darstellen sollte. Nach dem italienischen Rennen beschloss der Rennstall, die Meisterschaft nach dem dritten Ausfall in Folge zu verlassen. zuvor hatte man in Monaco die Qualifikation verpasst und war bei den GP von Schweden und den Niederlanden ausgefallen. 
1977 kehrte Boro in die Meisterschaft zurück und nahm an seinem nationalen Grand Prix in Zandvoort in den Niederlanden teil. Der Rennwagen hatte sich nicht weiterentwickelt und blieb ein zwei Jahre alter Ensign. Brian Henton schaffte das Kunststück, sich als Dreiundzwanzigster von 26 Startern zu qualifizieren (während acht andere Teilnehmer an der Qualifikation scheiterten). Gegen Ende des Rennens hatte er einen Dreher und erhielt Hilfe von außen, um wieder auf die Strecke zu kommen, was zu seiner Disqualifikation führte. Beim folgenden GP in Italien scheiterte die Mannschaft an der Qualifikation. Danach sind keine Einsätze des Teams mehr belegt.